# Signalhorn (Silvrettagruppen)
Signalhorn är en bergstopp i Österrike, på gränsen till Schweiz. Toppen på Signalhorn är 3 210 meter över havet. Signalhorn ingår i Silvrettagruppen.
Den högsta punkten i närheten är Piz Buin, 3 312 meter över havet, 1,7 km öster om Signalhorn. Närmaste samhälle på Österrikes sida är Partenen, norr om Signalhorn. 
Trakten runt Signalhorn består i huvudsak av kala bergstoppar och isformationer.